# Wronowice (Łódź)
Pour les articles homonymes, voir Wronowice.
Wronowice (prononciation [vrɔnɔˈvit͡sɛ]) est un village de la gmina de Łask, du powiat de Łask, dans la voïvodie de Łódź, situé dans le centre de la Pologne. Il se situe à environ 5 kilomètres au nord-est de Łask (siège de la gmina et du powiat) et 28 kilomètres au sud-ouest de Łódź (capitale de la voïvodie). Sa population s'élève approximativement à 800 habitants

## Administration
De 1975 à 1998, le village était attaché administrativement à l'ancienne voïvodie de Sieradz. Depuis 1999, il fait partie de la nouvelle voïvodie de Łódź.